# Kirchenregion Ligurien

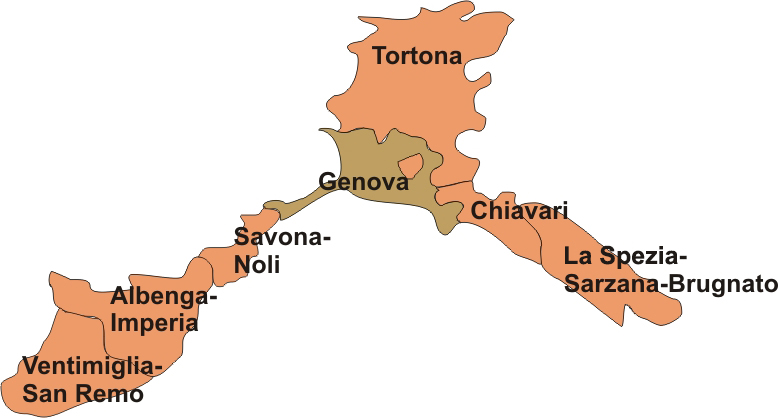
Karte der Kirchenprovinz

Die Kirchenregion Ligurien (ital. Regione ecclesiastica Liguria) ist eine der 16 Kirchenregionen der römisch-katholischen Kirche in Italien und umfasst sieben Diözesen.
Territorial deckt sie den größten Teil der italienischen Region Ligurien, mit Ausnahme des nördlichen Teils der Provinz Savona und des nordöstlichen Teils der Metropolitanstadt Genua, ab. Des Weiteren umfasst sie die Osthälfte der piemontesischen Provinz Alessandria sowie die Südspitze der lombardischen Provinz Pavia.

## Kirchenprovinz Genua
- Erzbistum Genua

1. Bistum Albenga-Imperia
2. Bistum Chiavari
3. Bistum La Spezia-Sarzana-Brugnato
4. Bistum Savona-Noli
5. Bistum Tortona
6. Bistum Ventimiglia-Sanremo

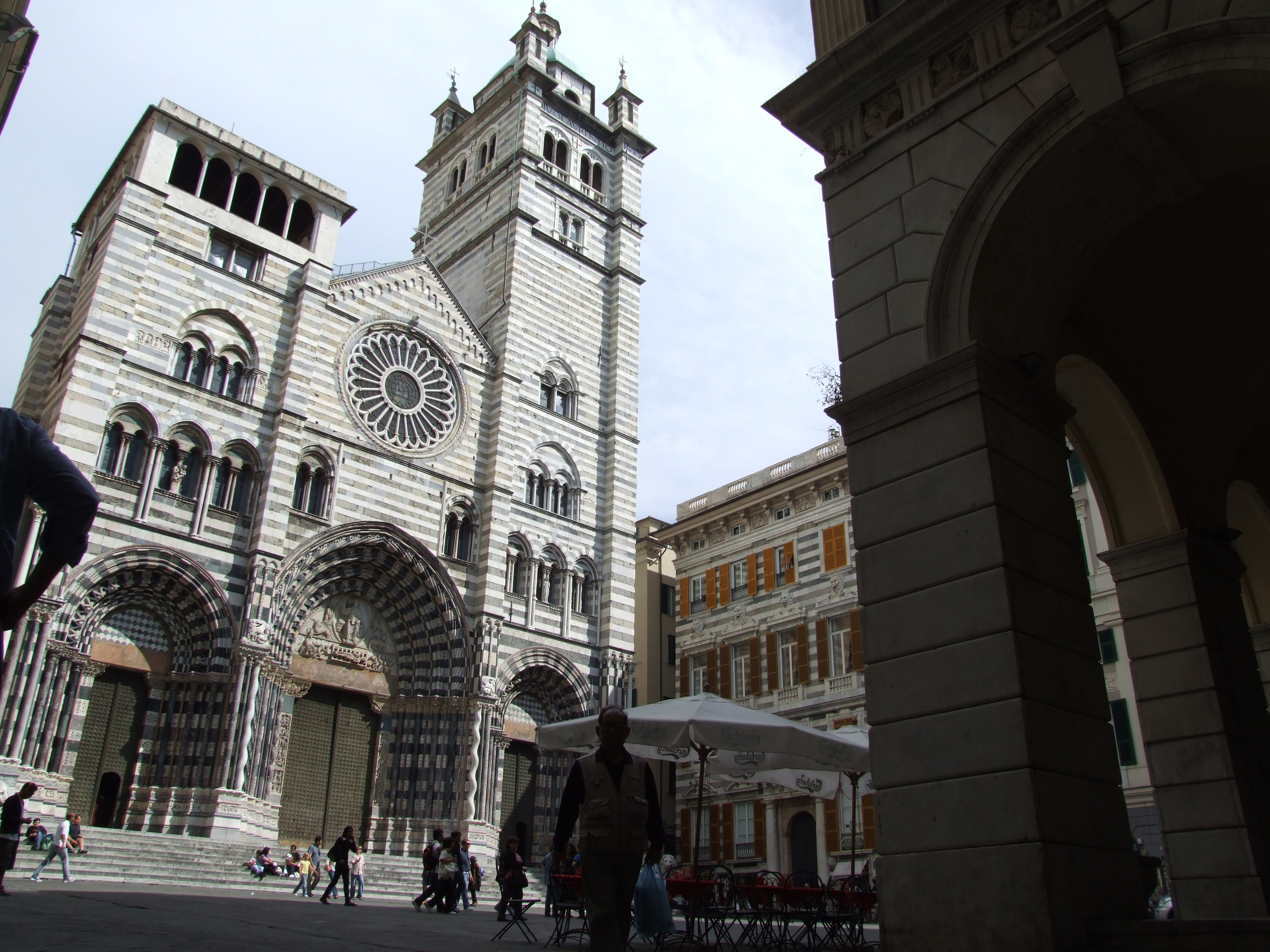
Der Dom in Genua,
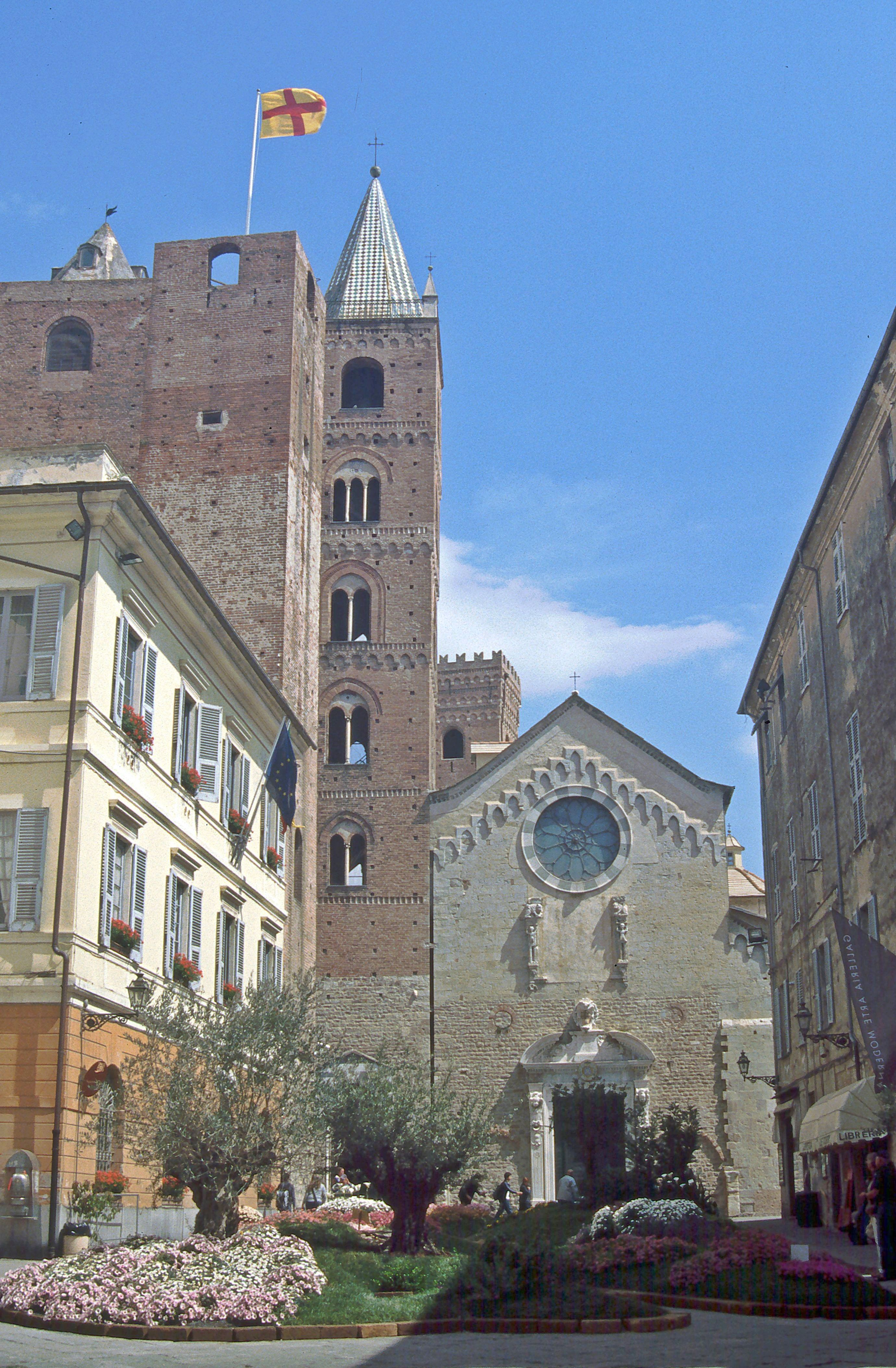
… Albenga,
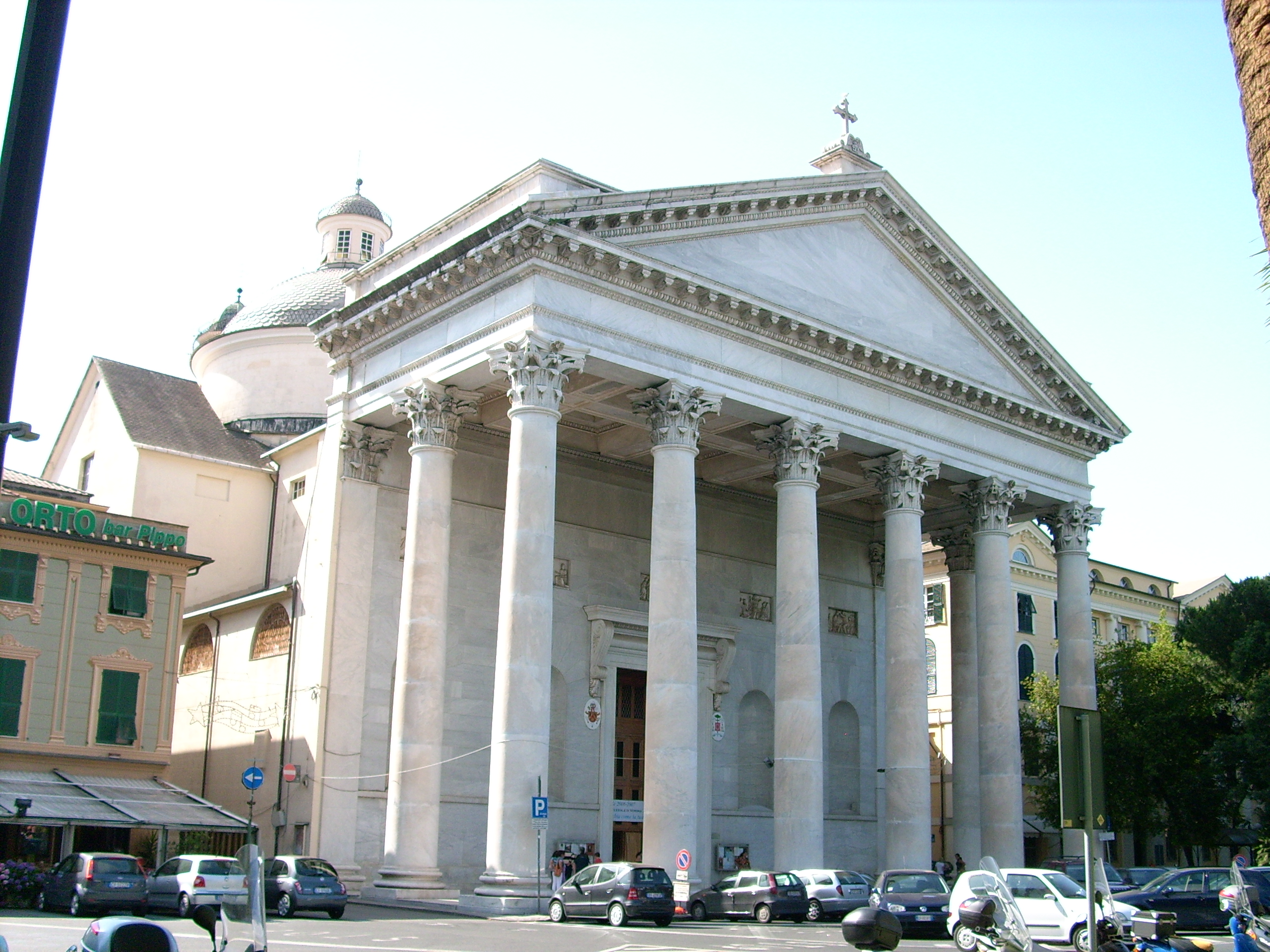
… Chiavari,
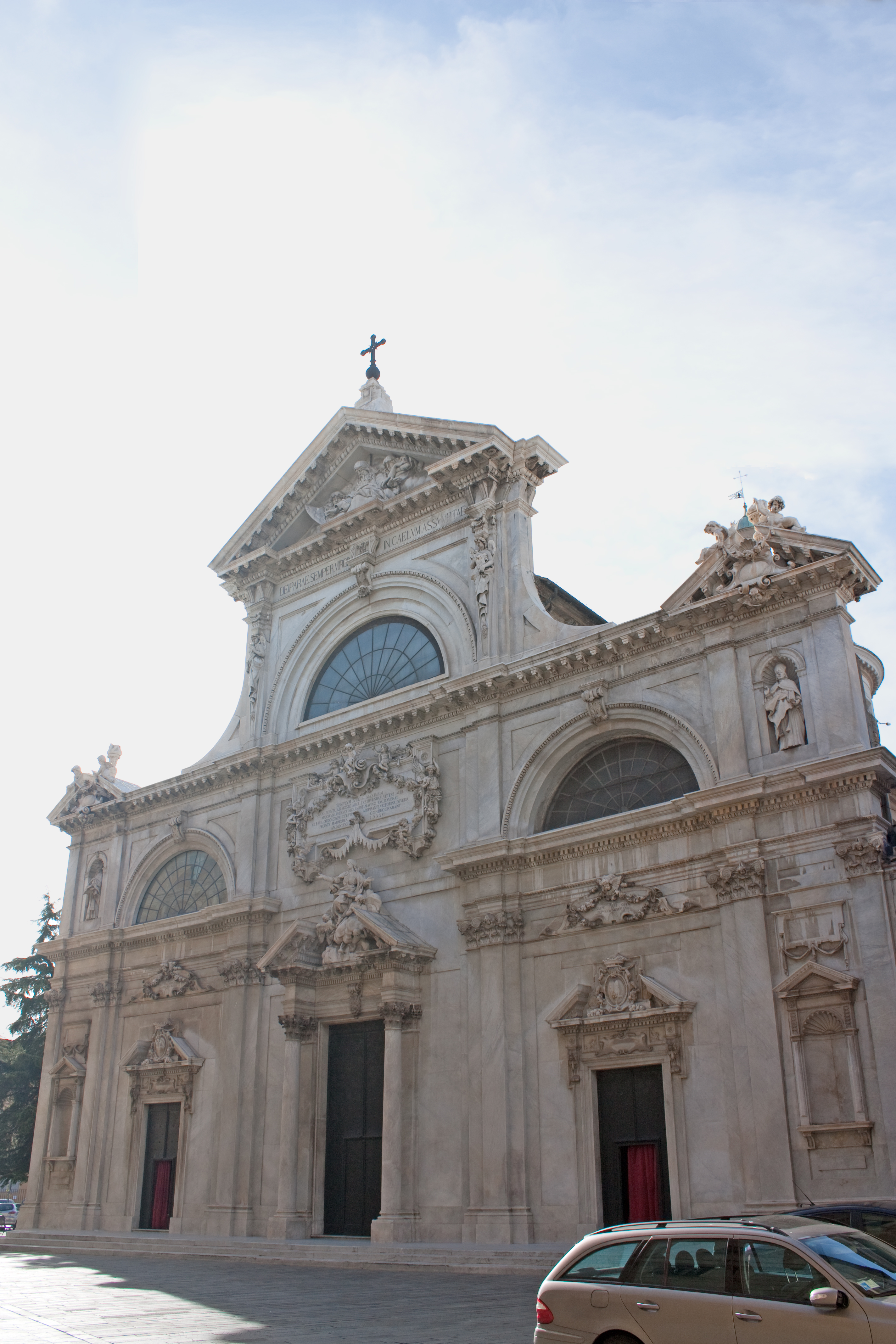
… Savona,
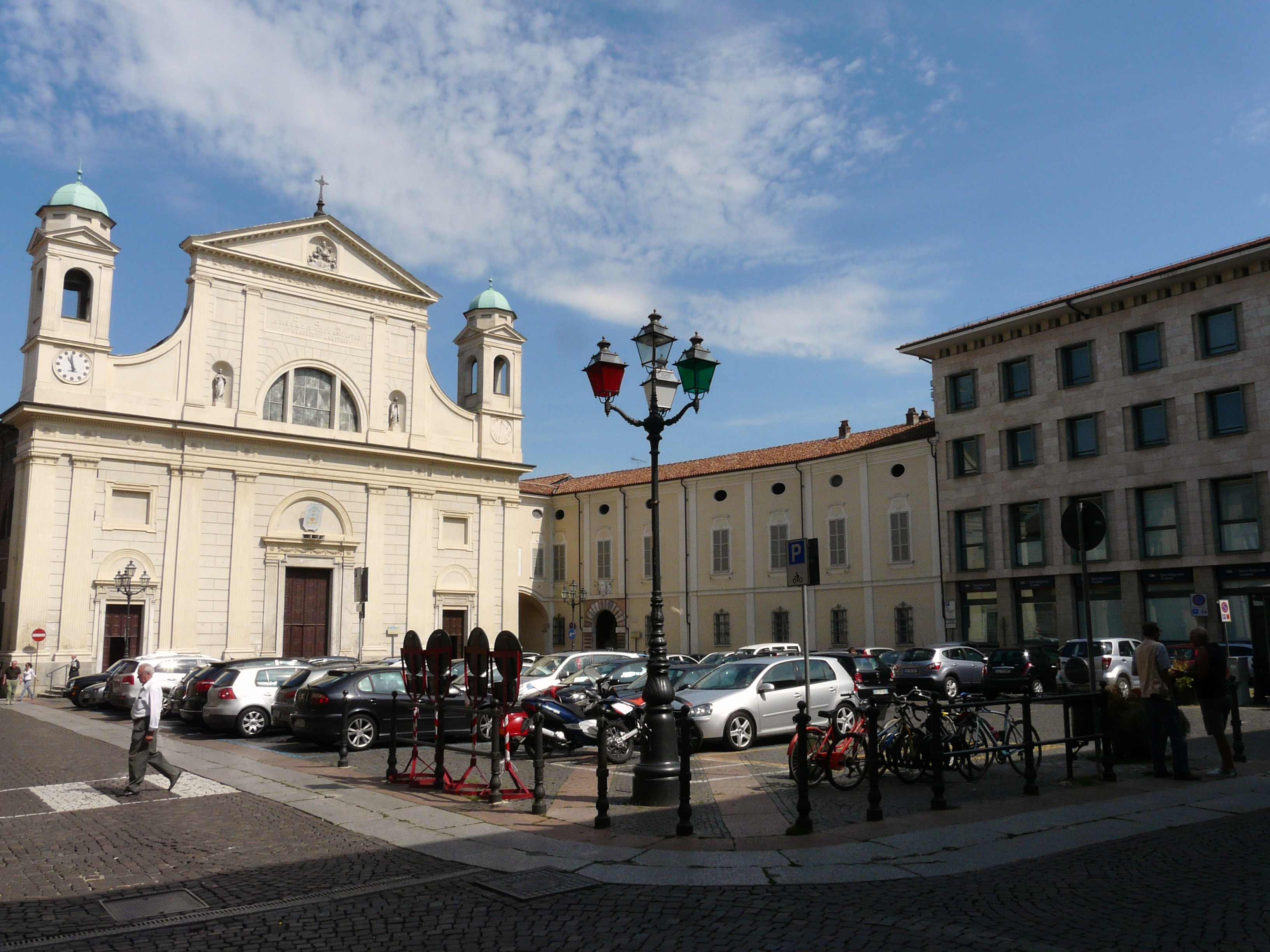
… Tortona
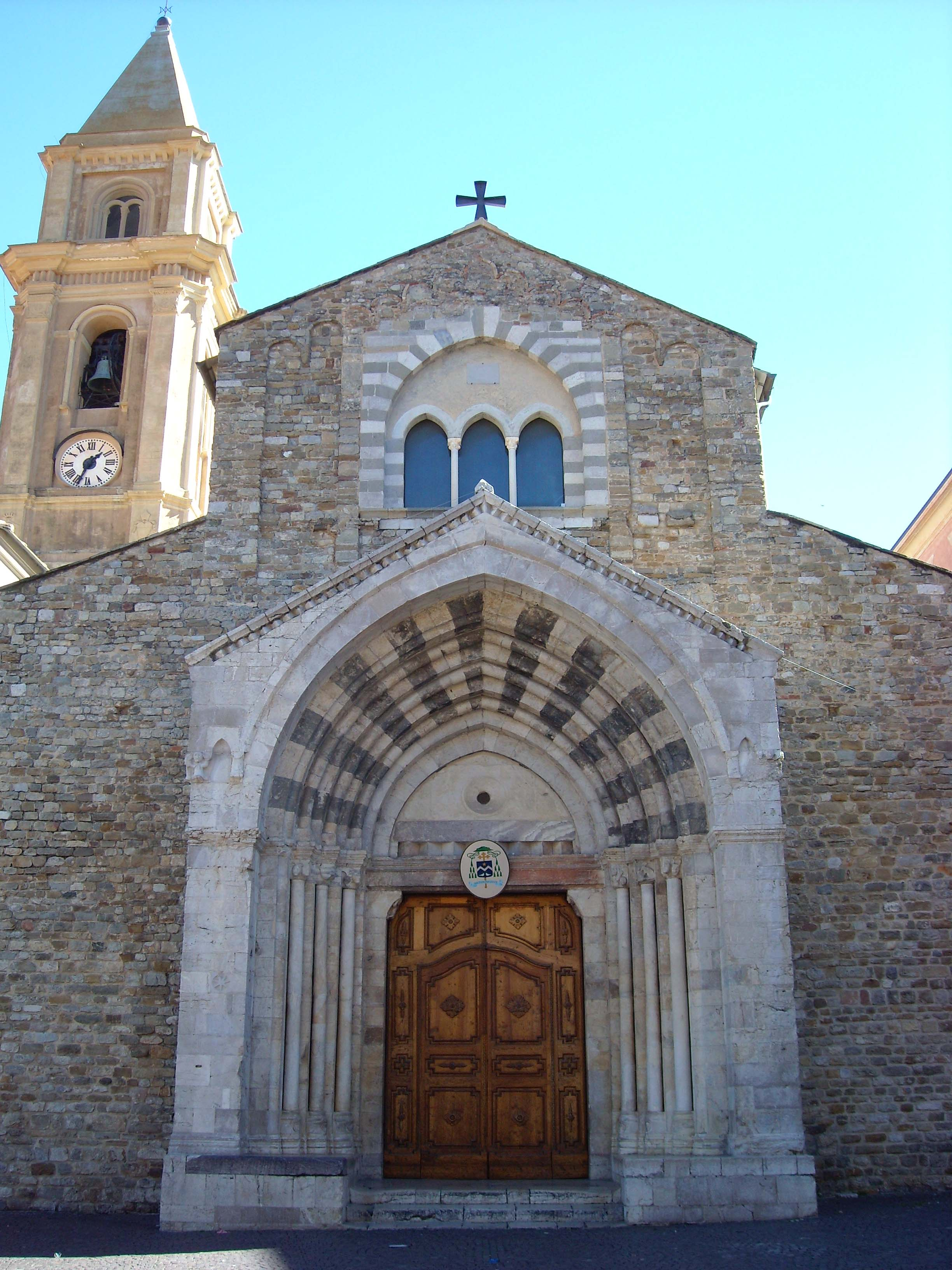
… und Ventimiglia.